# Weisenbach
Weisenbach är en kommun och ort i Landkreis Rastatt i regionen Mittlerer Oberrhein i Regierungsbezirk Karlsruhe i förbundslandet Baden-Württemberg i Tyskland.
Kommunen ingår i kommunalförbundet Gernsbach tillsammans med staden Gernsbach och kommunen Loffenau.